# アンヌールモスク新潟

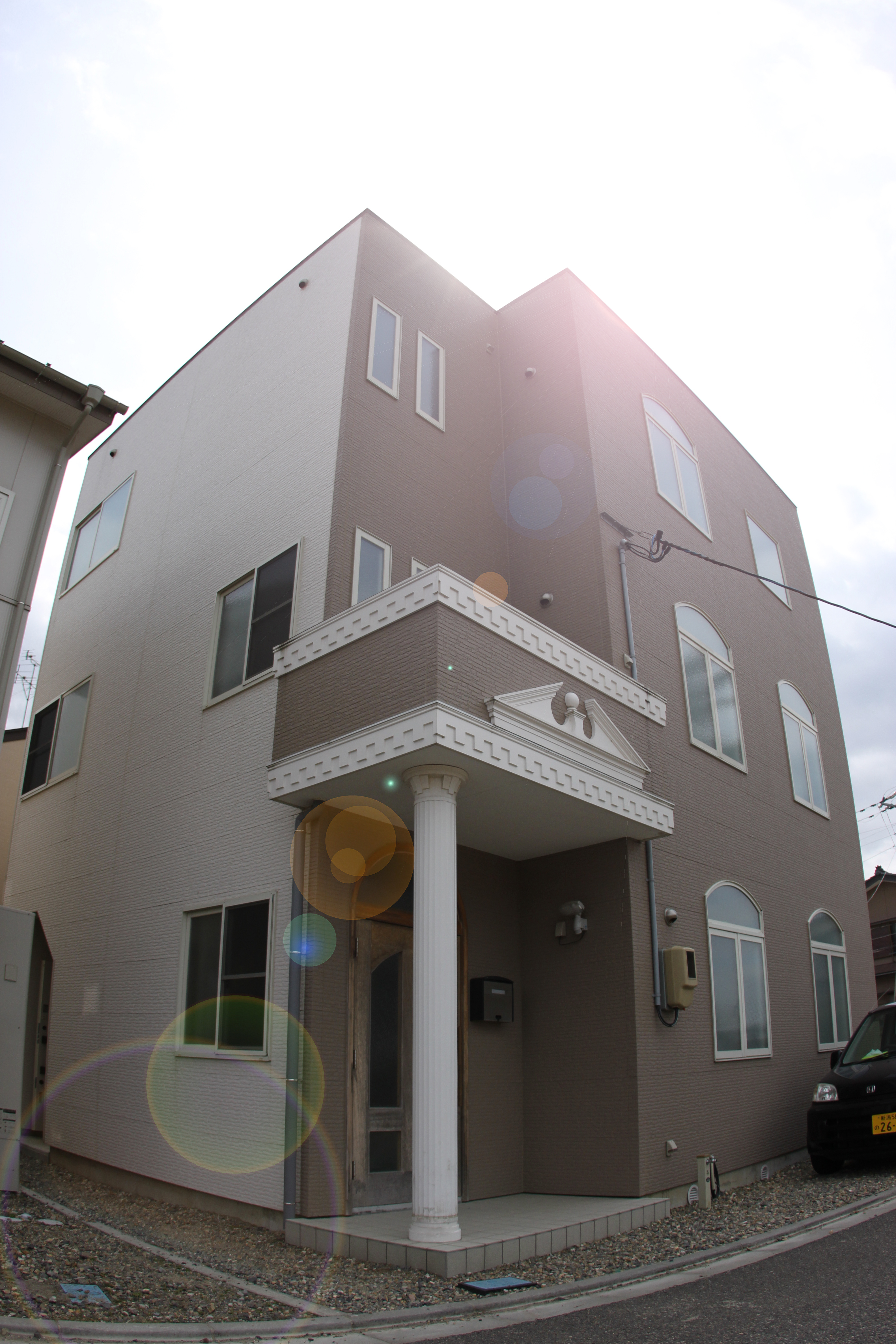
アンヌールモスクの外観（2011年4月3日撮影）

アンヌールモスク新潟（アンヌールモスクにいがた、アラビア語: مسجد النور — نيجاتا、英語: Annur Mosque in Niigata）は、日本の新潟県新潟市西区にあるモスク。なお、2015年現在、新潟市内にはこのほかに2002年に北区に設立された新潟モスクがある。

## 沿革

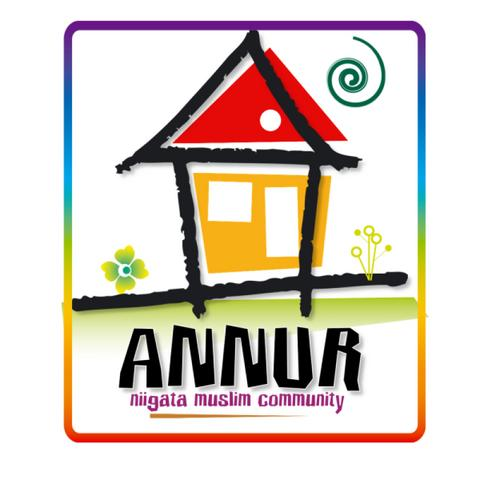
新潟在住ムスリムのグループ「アンヌール」のロゴ

1995年、バングラデシュ出身の留学生によって結成された、「アンヌール」というムスリムグループがその母体である。当時は新潟大学近くに借りた一室で礼拝をおこなっていた。
学生や一般のムスリムが増加したことから、2006年に専用の建物を持つことが決められ、ムスリムなどからの寄付により、2009年にモスクが完成した。2011年に宗教法人の認定を受けている。

## 参拝者
出身国ではマレーシア、バングラデシュの順で、留学生や研究者が多いとされる。